# 균근
균근(Mycorrhizae 단수로 micorriza: '균류'와 '뿌리'를 뜻하는 그리스어에서 유래)은 숙주 식물에게 영양 물질과 물을 제공하고 숙주 식물로부터 탄수화물을 공급받는 균류 공생 생물체이다. 균근은 균사(hyphae)라고 부르는 미세한 관상의 필라멘트로 구성되어 있다. 실제로 쌍자엽식물의 83%, 단자엽식물의 79%, 그리고 모든 나자식물이 균근과 서로 관련을 맺고 있다. 반면에 배추과(Brassica oleracea), 명아주과(Spinacea oleracea), 프로테아과(Macadamia integrifolia)의 식물들이나 수생식물은 균근인 경우가 드물다.

## 분류
균근은 뿌리에 균류가 공생하는 형태에 따라 외생균근(Ectomycorrhiza)과 내생균근(Versicular-arbuscular Mycorrhizae)이라는 두 가지 주요 그룹이 있다.

### 외생균근
외생균근(Ectomycorrhiza)은 자낭균류와 담자균류가 주로 일으킨다. 대개 뿌리를 둘러싼 균사체가 두꺼운 껍질을 형성하고, 균사체의 일부가 피층세포 사이로 침투하는 현상을 보인다. 식물체의 피층세포는 '하티그망'(Hartig Net)이라는 균투에 둘러싸여 있을 뿐 균사가 파고 들어가지 않는다. 식물의 근계의 능력은 외부 균사가 존재할 때 크게 개선된다. 외생균근은 구과목과 참나무목 등의 목본성 피자식물만을 감염시킨다. 외생균근은 매우 광범위하여 균사의 질량이 뿌리 전체 질량과 비슷한 경우도 생긴다.

#### 딸기나무균근
딸기나무균근은 철쭉과 딸기나무아과의 식물들과 관련이 깊다. 그러나 구석남균근과는 다르고, 관련된 균류의 측면에서 전부 기능상 외생균근과 유사하다. 이 유형의 균근은 일부 균사가 실제로 뿌리세포 내부로 침투한다는 점에서 외생균근과 다르며, 이런 균근을 '외내균근'(ectendomycorrhiza)이라고 부르기도 한다.

### 내생균근
내생균근(VA균근, Versicular-arbuscular Mycorrhiza) 또는 수지상균근(arbuscular mycorrhiza)은 식물세포로 침투해 식물세포와 영양교환을 하는, '수지상체'(樹枝狀體)라고 하는 나무 모양의 가지를 생성해내는 균사이다. '낭상체'라고 하는 달걀 모양의 저장소도 만들어낸다. 이러한 상호작용으로 인해 균사가 원형질(세포 내부)로 침투한다는 것은 사실이 아니고, 소위 주변수지상막을 생성해 세포막으로 침투하는 것이다. 수지상체의 구조는 균사와 기주세포의 세포질 사이의 접촉 표면적을 크게 증가시켜 영양소가 두 세포 사이에서 쉽게 이동시킨다. 내생균근은 활물기생자로, 성장과 번식을 위해 살아있는 기주에 의존한다. 죽은 식물체를 분해하여 스스로를 지탱할 수 있는 능력을 상실했다. 식물 숙주가 만든 광동화산물의 20%는 곰팡이가 소비하며, 육상식물 기주에서 탄소의 이동은 균류에서 식물기주로 동일한 양의 인을 교환시킨다. 내생균근은 외생균근과 달리 질량이 뿌리 전체 질량의 10%를 초과하지 않는 게 보통이며 초본성 피자식물과 관련되어 있다.

## 같이 보기
- 균류
- 식물
- 뿌리
- 공생
- 상리공생